# ابراهیم آلداتوف
ابراهیم آلداتوف (به اوکراینی: Ібрагім Алдатов؛ به روسی: Ибрагим Алдатов؛ زادهٔ ۴ نوامبر ۱۹۸۳) کشتی‌گیر پیشین آسی‌تبار کشور اوکراین است که در رشتهٔ کشتی آزاد فعالیت می‌کرد. آلداتوف برندهٔ دو مدال طلا (۲۰۰۶، ۲۰۱۳)، دو نقره (۲۰۰۷، ۲۰۱۱) و یک برنز (۲۰۰۹) از مسابقات قهرمانی کشتی جهان است.
آلداتوف در دستهٔ ۸۴ ک‌گ در المپیک ۲۰۱۲ لندن حضور داشت که پس از پیروزی بر زائوربک سوخیف، مقابل آنزور اوریشف روس شکست خورد تا از گردونهٔ رقابت‌ها حذف شده و برای دومین بار در دستیابی به مدال المپیک ناکام باشد.